# Oh, mi bebé
Oh, mi bebé (en hangul, 마이 베이비; RR: O Mai Beibi) es una serie de televisión surcoreana de 2020, dirigida por Nam Ki-hoon y protagonizada por Jang Na-ra, Go Joon, Park Byung-eun y Jung Gun-joo. Se emitió por el canal TVN desde el 13 de mayo hasta el 2 de julio de 2020, los miércoles y jueves a las 22:50 (hora local coreana). La serie también está disponible en la plataforma Netflix para algunos países.

## Sinopsis
Jang Ha-ri (Jang Na-ra) es una mujer soltera de 39 años, adicta al trabajo, que no ha tenido una relación desde hace más de 10 años, pero desea tener un bebé. Justo cuando ha renunciado al amor y al matrimonio, tres hombres aparecen frente a ella.

## Reparto

### Principal
- Jang Na-ra como Jang Ha-ri, una periodista devota a su trabajo, redactora de la revista The Baby. Está en una carrera contra el tiempo para tener un hijo, incluso si eso significa saltarse el matrimonio. Ahora, con 39 años, tiene tres candidatos adecuados en fila para salirse con la suya.[3][4]
- Go Joon como Han I-sang, un fotógrafo narcisista cuyo trabajo siempre tiene una gran demanda. Sufrió mucho cuando su prometida rompió su compromiso, razón por la cual perdió interés en las relaciones y rechazó con vehemencia a Ha-ri en su primer encuentro.[3]
- Park Byung-eun como Yoon Jae-young, un pediatra recientemente divorciado que tiene una hija, Do-a, y es amigo de Ha-ri desde que eran niños. Tras  el divorcio, aparece para quedarse a vivir en la casa de la madre de Ha-ri, invitado por aquella, mientras que Ha-ri vive en el piso de arriba.[3]
- Jung Gun-joo como Choi Kang-woo, un voluntarioso novato en el lugar de trabajo de Ha-ri, que inicialmente la avergüenza llamándola «tía».[3]

### Secundario

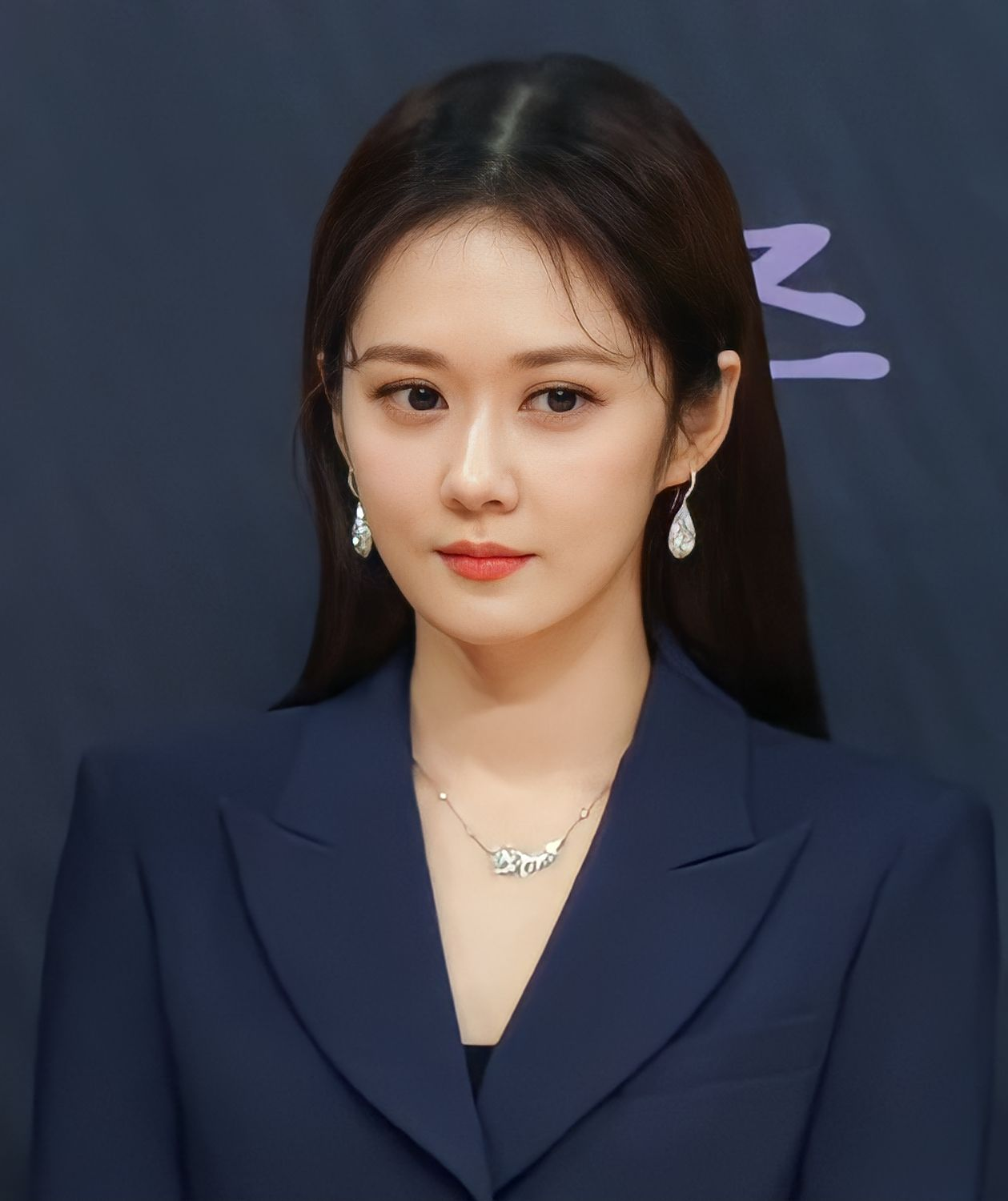
Jang Na-ra, protagonista de la serie

#### Familiares y amigos de Ha-ri
- Lee Mi-do como Kim Eun-yeong, amiga íntima de Ha-ri, con la que hizo la escuela secundaria, y es su vecina en el barrio.[5][6]
- Kim Hye-ok como Lee Ok-ran, la madre de Ha-ri, a la que crio sola.[7]
- Kim Ye-ryeong como Lee Ok-hwi, tía de Ha-ri. Lleva una panadería en el edificio de su hermana mayor.
- Lee Han-wi como Park Jae-han, tío de Ha-ri y marido de Ok-hwi, con quien gestiona una panadería.
- Moon Hyeon-jeong como la ginecóloga de Ha-ri.

#### Redacción de la revistaThe Baby
- Kim Jae-hwa como Shim Jung-hwa, editora jefe.
- Baek Seung-hee como Park Yeon-ho, periodista.[8]
- Park Soo-ah como Choi Hyo-joo, periodista.[9]
- Jung Sun-kyung como Lee So-yoon.
- Jung Ha-yul como miembro del equipo de publicidad

#### Personas cercanas a Han I-sang
- Jo Hee-bong como Nam Soo-cheol, gerente.
- Son Hwaryeong como Kim Sang-hee, fotógrafo independiente.

#### Otros
- Yoon Jung-hoon como Yoon Seung-ho[10]
- Jeon Jin-gi como Joo Seung-tae, director de Dachae Media.
- Yoo Seung-mok como Kim Cheol-joong, jefe de departamento de ventas de publicidad.
- Choi Hong-il como el dueño del restaurante de Jojo.
- Son So-mang como Park So-mang.
- Yang Ye-seung como Jeon Tae-hee.
- Lee Da-hae como Choi Ji-ae.

### Apariciones especiales
- Jang Gwang como el presidente Cho, presidente de Dachae Media (ep. 4).
- Wang Ji-hye como Seo Jung-won, cirujana, exmujer de Jae-young (ep. 2).
- Kim Jung-hwa como Jung In-ah, la que fuera el primer amor de I-sang.[11]
- Lee Dong-gun.
- Yeo Hoe-hyun como donante de esperma (ep. 3).
- Jeon Hye-bin como Kang Hyo-joo.

## Audiencia
Pese al desempeño de la protagonista, la serie alcanzó su pico de audiencia en el capítulo 2, y no logró superar en promedio la barrera del 2 % a nivel nacional.
| Temporada | Temporada | Episodio número | Episodio número | Episodio número | Episodio número | Episodio número | Episodio número | Episodio número | Episodio número | Episodio número | Episodio número | Episodio número | Episodio número | Episodio número | Episodio número | Episodio número | Episodio número | Promedio |
| Temporada | Temporada | 1               | 2               | 3               | 4               | 5               | 6               | 7               | 8               | 9               | 10              | 11              | 12              | 13              | 14              | 15              | 16              | Promedio |
| --------- | --------- | --------------- | --------------- | --------------- | --------------- | --------------- | --------------- | --------------- | --------------- | --------------- | --------------- | --------------- | --------------- | --------------- | --------------- | --------------- | --------------- | -------- |
|           | 1         | 494             | 686             | 382             | 693             | 389             | 655             | 415             | 443             | 368             | 524             | 390             | 392             | 363             | 404             | 358             | 419             | 461      |

| Episodio | Fecha de emisión original | Índice de audiencia | Índice de audiencia        |
| Episodio | Fecha de emisión original | Nielsen Korea       | Nielsen Korea              |
| Episodio | Fecha de emisión original | Nacional            | Área metropolitana de Seúl |
| --- | ------------------------- | ------------------- | -------------------------- |
| 1 | 13 de mayo de 2020        | 2,039 %             | 2,401 %                    |
| 2 | 14 de mayo de 2020        | 2,950 %             | 3,647 %                    |
| 3 | 20 de mayo de 2020        | 1,690 %             | 1,873 %                    |
| 4 | 21 de mayo de 2020        | 2,827 %             | 3,039 %                    |
| 5 | 27 de mayo de 2020        | 1,724 %             | 1,800 %                    |
| 6 | 28 de mayo de 2020        | 2,369 %             | 2,312 %                    |
| 7 | 3 de junio de 2020        | 1,850 %             | 1,934 %                    |
| 8 | 4 de junio de 2020        | 1,747 %             | 1,801 %                    |
| 9 | 10 de junio de 2020       | 1,577 %             | 1,512 %                    |
| 10 | 11 de junio de 2020       | 2,004 %             | 2,235 %                    |
| 11 | 17 de junio de 2020       | 1,674 %             | 1,591 %                    |
| 12 | 18 de junio de 2020       | 1,772 %             | 1,498 %                    |
| 13 | 24 de junio de 2020       | 1,642 %             | 1,418 %                    |
| 14 | 25 de junio de 2020       | 1,844 %             | 1,832 %                    |
| 15 | 1 de julio de 2020        | 1,570 %             | 1,370 %                    |
| 16 | 2 de julio de 2020        | 1,968 %             | 1,854 %                    |
| Promedio | Promedio                  | 1,953 %             | 2,007 %                    |
| - En la tabla anterior, los números azules representan las calificaciones más bajas y los números rojos representan las calificaciones más altas. - Esta serie se emitió en un canal de cable/televisión de pago, que normalmente tiene una audiencia relativamente menor en comparación con la televisión abierta/las emisoras públicas (KBS, SBS, MBC y EBS). |                           |                     |                            |